# Tee (příkaz)

Příklad použití příkazu tee

Ve výpočetní technice je příkaz tee filtr, který čte standardní vstup a duplikuje jej tím, že jej vypisuje jak na standardní výstup tak do souboru, který mu byl zadán jako parametr. Příkaz je pojmenován po rozbočce ve tvaru písmena T používané instalatéry. 

## Účel a syntaxe
Má-li být výstup programu uložen pro následné zpracování, je možné použít přesměrování standardního výstupu. Pak však text vypisovaný programem nebude vidět. U dlouho běžících programů, které vypisují výsledky postupně, může být vypsání celého výstupu na obrazovku najednou po skončení programu nevhodné. Pro tento případ je navržen filtr tee, který umožňuje průběžné vypisování výsledků i jejich ukládání do jednoho nebo více souborů.

### Unix-like
```
tee [ -a ] [ -i ] [ soubory ]

```

Argumenty
- soubory – seznam jmen souborů, do kterých je uložen vstup

Příznaky
- -a – nepřepisovat původní obsah zadaných souborů, ale přidat nový text na konec
- -i – ignorovat signál přerušení

Příkaz vrací následující návratové hodnoty. 
- 0 Standardní vstup byl úspěšně zkopírován do všech výstupních souborů
- Větší než 0 – nastala chyba